# チッタ・デッラ・ピエーヴェ
チッタ・デッラ・ピエーヴェ（伊: Città della Pieve）は、イタリア共和国ウンブリア州ペルージャ県にある、人口約7,400人の基礎自治体（コムーネ）。

## 地理

### 位置・広がり

#### 隣接コムーネ
隣接するコムーネは以下の通り。括弧内のSIはシエーナ県、TRはテルニ県所属を示す。
- アッレローナ (TR)
- カスティリオーネ・デル・ラーゴ
- チェトーナ (SI)
- キウージ (SI)
- ファブロ (TR)
- モンテレオーネ・ドルヴィエート (TR)
- パチャーノ
- ピエガーロ
- サン・カシャーノ・デイ・バーニ (SI)

### 気候分類・地震分類
チッタ・デッラ・ピエーヴェにおけるイタリアの気候分類 (it) および度日は、zona E, 2306 GGである。
また、イタリアの地震リスク階級 (it) では、zona 3 (sismicità bassa) に分類される。

## 行政

### 分離集落
チッタ・デッラ・ピエーヴェには、以下の分離集落（フラツィオーネ）がある。
- Canale, Maranzano, Moiano, Po' Bandino, Ponticelli, Salci, San Litardo

## 文化・観光
「スローシティ」加盟都市である。

## 主な出身者
- ペルジーノ[6]